# Gertrud Bobek
Gertrude Bobek (née le 15 novembre 1898 à Bingen, décédée le 25 juin 2000 à Bautzen) est une femme politique allemande. Elle participe activement à la résistance contre le nazisme au sein du Parti communiste d'Allemagne (KPD). En République démocratique allemande (RDA), elle est membre de haut rang du Parti socialiste unifié d'Allemagne (SED), secrétaire d'État et vice-ministre de l'Éducation populaire de 1954 à 1958.

## Biographie

### Formation
Gertrud Denner est née le 15 novembre 1898 à Bingen. Elle est la fille de Otto Denner (1868-1946), un maître de conférences en génie électrique et Helene Gerlach (1875-1965),. Elle commence sa scolarité à Nuremberg puis étudie la géographie, la botanique et l'histoire de l'art à Munich, la géographie, la géologie et l'économie nationale à la faculté de philosophie de l'Université de Berlin où elle obtient son doctorat en 1928,,. Dans les deux universités, elle est membre du Parlement des étudiants.

### Du SPD au KPD
Gertrud Denner est impliquée dans le mouvement étudiant libre de gauche. Elle devient membre du Parti social-démocrate (SPD) en 1919 mais cesse de payer sa cotisation en 1924 ou 1928, selon les sources. En juillet 1926, elle épouse le physicien chimiste juif allemand Felix Bobek (de) (1898-1938). Ils ont deux filles, Eva (1928-2011) et Anna (1930-),.
En 1932, avec Felix Bobek, elle devient membre du Parti communiste (KPD) à Berlin. Tous deux font partie du département Militärpolitik (politique militaire). L'une des tâches du service est d'obtenir des informations sur la production allemande d'armements et de les communiquer à l'Union soviétique.
Malgré l'incendie du Reichstag et l'intensification de la persécution des opposants au régime qui a suivi, les deux époux continuent à être politiquement actifs dans la clandestinité. Felix Bobek est arrêté en 1935 pour activités antifascistes illégales. Gertrud Bobek s'enfuit alors avec ses filles et émigre avec elles en Union soviétique où elle utilise le nom de couverture Balzer .
Felix Bobek est exécuté par décapitation en 1938 à la prison de Plötzensee pour « trahison ».

### L'Union soviétique
De mai 1936 à septembre 1944, Gertrud Bobek travaille comme assistante de recherche à l'Institut agricole international de Moscou et à l'Institut géographique de l'Académie des sciences. Elle confie ses deux filles à des foyers pour enfants gérés par l'état. Malgré quelques difficultés, elle devient une communiste convaincue lors de son séjour soviétique. En 1938, Gertrud Bobek est sanctionnée pour "manque de vigilance" et évacuée vers Alma-Ata au Kazakhstan. Elle y reste jusqu'à l'automne 1944, date à laquelle le Comité politique la sollicite. Elle est alors formée dans une école du parti, près de Moscou, en préparation à son retour en Allemagne et à la mise en place d'une administration civile fonctionnelle dans les zones occupées par les Soviétiques. Durant cette formation, où elle est une des rares femmes, elle rencontre de nombreuses personnalités qui l'aideront plus tard dans ses fonctions,.

### Carrière politique en RDA
En 1945, Gertrud Bobek se réinstalle en Allemagne, dans la zone d'occupation soviétique et devient une personnalité politique notable de la République démocratique allemande.
De l'automne 1946 à mars 1950, elle appartient au groupe parlementaire de district du Parti socialiste unifié d'Allemagne (SED).
En août 1945, elle est nommée conseillère de district à Bautzen pour les questions sociales et, de 1945 à 1947, pour l'éducation populaire,. Elle est chargée, entre autres, de recruter des enseignants qui ne soient pas compromis avec le régime nazi et d’assurer leur formation.
De 1954 à 1958, elle est vice-ministre de l'instruction publique. Elle est ensuite directrice de l'école pédagogique pour les enseignants de maternelle à Leipzig de 1958 à 1962,. À partir de 1965, elle se retire de la vie publique et rédige son autobiographie, Errinerungen an mein Leben, jusqu'en 1985,.
Gertrud Bobek passe la fin de sa vie dans une maison de retraite et décède à Bautzen le 25 juin 2000 à l'âge de cent ans,.

## Distinctions
- 1968 : Ordre du Mérite patriotique en or, en 1973 fermoir d'honneur
- 1978 : Ordre de l'Étoile de l'amitié des peuples en or
- 1983 : Ordre de Karl-Marx[1]
- Citoyenne d'honneur de la ville de Bautzen[3]

## Publications
- Erinnerungen an mein Leben, Tauchaer Verlag, 1998  (ISBN 3910074936)
- Die Odländereien Deutschlands. Ihre Lage und der Stand ihrer Kultivierung, Heidelberg, 1928
- Schwerer Anfang in der befreiten Heimatn Dans : Im Zeichen des roten Sterns. errinerungen an die Traditionen der deutsch-sowjetischen Freundschaft, Berlin, 1974 pp. 427-440